# Christian Eckardt
Christian Frederik Emil Eckardt (2. juli 1832 i København – 28. september 1914 sammesteds) var en dansk maler.
Eckardt er søn af skomagermester Joachim Frederik Eckardt og Henriette født Gunst. Han kom i malerlære hos malermester Harboe, besøgte som lærling Kunstakademiet (1846--53), hvor han (1851) rykkede op i modelskolen, men konkurrerede ikke om sølvmedaljerne, da han ville være sømaler. Ved privat understøttelse, og egentlig med det mål at uddanne sig til dekorationsmaler, lykkedes det ham at foretage en 3årig rejse til Tyskland og Italien. Efter hjemkomsten 1856 måtte han, for ikke at vende tilbage til håndværket, i førstningen ernære sig ved at retouchere fotografier. Sit første arbejde udstillede han i 1856, men da han var soldat 1857-58, har han først til stadighed udstillet fra 1859, udelukkende sø- og kystbilleder, dels fra hjemmets og Nordeuropas farvande, dels også fra syden. I 1863 og 1871 vandt han den Neuhausenske Præmie, og i 1873-74 fik han derpå Akademiets rejseunderstøttelse for to år. kunstforeningerne i København og Århus samt tombolaen have købt en del af hans arbejder. Eckardt havde tætte forbindelser til Kerteminde, til købmand, J.A. Larsen, far til maleren Johannes Larsen, malede han portrætter af flere af hans skibe. Han blev gift 1. juni 1860 med Sophie Marie Magdalene Bless (1833-1889), også fra Kerteminde.
Han er begravet på Vestre Kirkegård.

## Hæder og priser
- De Neuhausenske Præmier. 1863, 1871
- Akademiets rejseunderstøttelse 1873-74
- Sødrings Legat livsvarigt fra 1911